# Dalešice (Neveklov)
Dalešice je malá vesnice, část města Neveklov v okrese Benešov. Nachází se asi 5,5 km na severozápad od Neveklova. V roce 2024 zde bylo evidováno 32 adres.
Dalešice leží v katastrálním území Dalešice nad Vltavou o rozloze 2,84 km².
Nedaleko se nachází místními přezdívaná část Dalešic "Dalešice pod Horou". V této části se nachází dvě adresy.

## Historie
První písemná zmínka o vesnici pochází z roku 1388.
Za druhé světové války se ves stala součástí vojenského cvičiště Zbraní SS Benešov a její obyvatelé se museli 15. září 1942 vystěhovat.